# Кронос-квартет

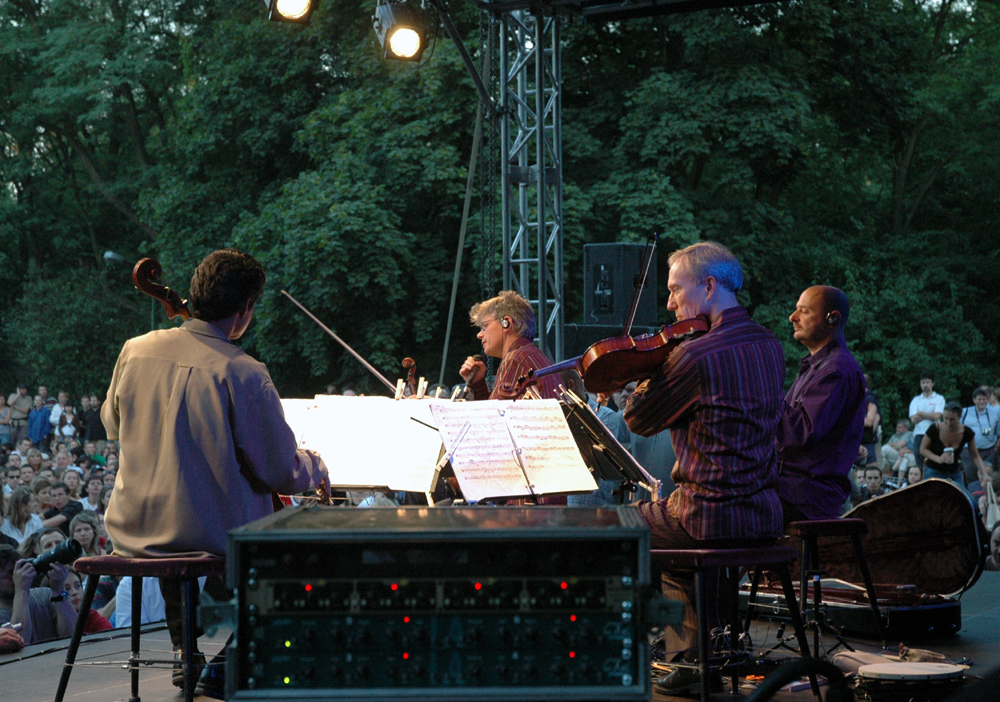
«Кронос-квартет» в Варшаве, 2006 год

«Кронос-квартет» (англ. Kronos Quartet) — американский струнный квартет, созданный в 1973 году скрипачом Дэвидом Харрингтоном. Специализируется на камерной музыке XX века.

## Творчество
Специализируется на новой и новейшей музыке самого широкого жанрового диапазона. Работает с приглашенными музыкантами из разных стран мира. Записали музыку для фильмов Реквием по мечте (Requiem for a Dream), Мисима: Жизнь в четырёх главах (Mishima), Фонтан (The Fountain), Дракула (Dracula), Паук (Spider).
Музыканты квартета исполнили и записали произведения ведущих композиторов классического авангарда (Альбан Берг, Антон Веберн, Джон Кейдж) и других композиторов XX—XXI веков, среди которых Франгиз Али-Заде, Сэмюэл Барбер, Петерис Васкс, Филип Гласс, Кевин Воланс, Освальдо Голихов, София Губайдулина, Хенрик Гурецкий, Джон Зорн, Гия Канчели, Джордж Крам, Владимир Мартынов, Конлон Нанкарроу, Виктория Полевая, Арво Пярт, Астор Пьяццола, Терри Райли, Стив Райх, Роберто Сьерра, Мортон Фельдман, Чин Ынсук, Альфред Шнитке и др.

## Премии и награды
- Премия Рольфа Шока (1999).
- Грэмми (2004) за запись «Лирической сюиты» А. Берга (вместе с Д. Апшоу).
- Polar Music Prize (2011) из рук шведского короля.

В разные годы коллектив удостаивался и других премий.